# تخم‌مرغی

شکل تخم‌مرغی با یک محور تقارن

شکل تخم‌مرغی یا خاگی عبارت است از یک خم بسته در صفحه که شکلی نزدیک به هندسهٔ یک تخم‌مرغ دارد. عبارت تخم‌مرغی خیلی دقیق نیست اما در بحث‌های هندسه تصویری و رسم فنی ابعاد دقیق تری برای آن ارائه شده‌است حتی ممکن است یک یا دو محور تقارن نیز برای آن تعریف شود. در مجموع هر شکلی که تداعی‌گر هندسهٔ یک تخم‌مرغ باشد به آن تخم‌مرغی گفته می‌شود.